# MI14
Pour les articles homonymes, voir Mi-14.
Le MI14 (pour Military Intelligence section 14, en français section n°14 du renseignement militaire), était un département de la Direction du renseignement militaire, qui faisait partie du Bureau de la Guerre britannique. Il était une agence de renseignement du ministère de la Guerre, spécialisée dans le renseignement sur l'Allemagne. À l'origine, il était une partie du MI3. Durant la Seconde Guerre mondiale, l'expertise et l'analyse de la sous-direction allemande devinrent si importantes pour l'effort de guerre qu'elles furent détachées pour devenir une section du renseignement militaire à part entière.
L'une des sources les plus précieuses du MI14, nom de code Columba, consistait en des rapports retournés via des pigeons, parachutés sur les pays occupés par les nazis, transportant un étui contenant un kit d'espionnage miniature.
Aujourd'hui disparue, la collecte de renseignement à l’étranger est gérée par le Secret Intelligence Service (MI6).